# Aleksander Aamodt Kilde
Aleksander Aamodt Kilde (Bærum, 21 settembre 1992) è uno sciatore alpino norvegese, vincitore di una Coppa del Mondo generale, di due Coppe del Mondo di discesa libera, di due Coppe del Mondo di supergigante e di una Coppa Europa.

## Biografia

### Stagioni 2008-2013
Aleksander Aamodt Kilde, nato a Bærum, ha esordito in una gara FIS il 17 novembre 2007, non riuscendo a qualificarsi per la seconda manche dello slalom speciale disputato a Rjukan in Norvegia. Ha debuttato in Coppa Europa il 27 novembre 2010, giungendo 38º in slalom gigante a Trysil in Norvegia, e in Coppa del Mondo il 28 ottobre 2012 a Sölden in slalom gigante, senza qualificarsi per la seconda manche.
Ha ottenuto la sua prima vittoria in Coppa Europa il 24 gennaio 2013 nel supergigante di Val-d'Isère; alla fine di quella stagione è risultato vincitore del trofeo continentale, anche grazie a tre successi e due secondi posti, e nello stesso anno ai Mondiali juniores del Québec ha vinto la medaglia d'oro nello slalom gigante.

### Stagioni 2014-2019
Ai XXII Giochi olimpici invernali di Soči 2014, suo esordio olimpico, si è classificato 13° nel supergigante non concludendo le prove della discesa libera e della supercombinata, mentre nel 2015 ha esordito ai Campionati mondiali nella rassegna iridata di Vail/Beaver Creek, dove è stato 26º nella discesa libera, 19º nel supergigante e 8º nella combinata. In Coppa del Mondo ha ottenuto il primo podio il 18 dicembre 2015, classificandosi 3º nel supergigante disputato sulla Saslong in Val Gardena alle spalle dei connazionali Aksel Lund Svindal e Kjetil Jansrud, e la prima vittoria il 30 gennaio 2016 nella discesa libera disputata sulla Kandahar di Garmisch-Partenkirchen, precedendo lo sloveno Boštjan Kline e lo svizzero Beat Feuz. Al termine della stagione 2015-2016 si è aggiudicato la Coppa del Mondo di supergigante con 40 punti di vantaggio su Jansrud.
Ai Mondiali di Sankt Moritz 2017 si è classificato 6º nella discesa libera, 4º nel supergigante, 4º nella combinata e non ha completato lo slalom gigante. Ai XXIII Giochi olimpici invernali di Pyeongchang 2018 si è classificato 15º nella discesa libera, 13º nel supergigante, 21º nella combinata e non ha completato lo slalom gigante; ai Mondiali di Åre 2019 è stato 8º nella discesa libera, 24º nel supergigante, 22º nella combinata e non ha completato lo slalom gigante.

### Stagioni 2020-2022
Al termine della stagione 2019-2020 ha conquistato la Coppa del Mondo generale con 54 punti di vantaggio sul francese Alexis Pinturault; i suoi podi stagionali sono stati 7, con una vittoria. Nell'annata 2020-2021, dopo aver ottenuto due vittorie sulla Saslong della Val Gardena (il supergigante del 18 dicembre e la discesa libera del giorno dopo), si è rotto il legamento crociato del ginocchio destro, chiudendo anticipatamente la stagione.
Ai XXIV Giochi olimpici invernali di Pechino 2022 ha vinto la medaglia d'argento nella combinata, la medaglia di bronzo nel supergigante e si è classificato 5º nella discesa libera. Al termine di quella stagione 2021-2022 si è aggiudicato la Coppa del Mondo di discesa libera (con 13 punti di vantaggio su Beat Feuz), ha vinto per la seconda volta quella di supergigante (con 128 punti di margine su Marco Odermatt) ed è stato 2º nella classifica generale, sopravanzato da Odermatt di 467 punti; i suoi podi stagionali sono stati 9, con 7 vittorie tra le quali alcune classiche discese libere: la Birds of Prey di Beaver Creek (4 dicembre), la Lauberhorn di Wengen (14 gennaio) e la Streif di Kitzbühel (21 gennaio).

### Stagioni 2023-2025
Ai Mondiali di Courchevel/Méribel 2023 ha vinto la medaglia d'argento nella discesa libera e nel supergigante e non ha completato lo slalom gigante e la combinata; in quella stessa stagione 2022-2023 si è nuovamente aggiudicato la Coppa del Mondo di discesa libera (con 146 punti di vantaggio su Vincent Kriechmayr), vincendo tra l'altro alcune classiche gare della specialità come la Birds of Prey di Beaver Creek (3 dicembre), la Saslong della Val Gardena (17 dicembre), la Lauberhorn di Wengen (14 gennaio) e la Streif di Kitzbühel (21 gennaio), mentre nella classifica generale e in quella di supergigante è stato 2º, sopravanzato in entrambe da Odermatt, rispettivamente, di 702 e di 228 punti.
La successiva stagione 2023-2024 è stata segnata da un infortunio patito durante la discesa libera di Wengen del 13 gennaio, che l'ha costretto a terminare anzitempo la stagione; i suoi podi stagionali sono stati 6, senza vittorie. Le complicazioni insorte durante il recupero hanno indotto Kilde a rinunciare a disputare l'intera stagione 2024-2025.

## Palmarès

### Olimpiadi
- 2 medaglie:
  - 1 argento (combinata a Pechino 2022)
  - 1 bronzo (supergigante a Pechino 2022)

### Mondiali
- 2 medaglie:
  - 2 argenti (discesa libera, supergigante a Courchevel/Méribel 2023)

### Mondiali juniores
- 1 medaglia:
  - 1 oro (slalom gigante a Québec 2013)

### Coppa del Mondo
- Vincitore della Coppa del Mondo nel 2020
- Vincitore della Coppa del Mondo di discesa libera nel 2022 e nel 2023
- Vincitore della Coppa del Mondo di supergigante nel 2016 e nel 2022
- 48 podi:
  - 21 vittorie
  - 14 secondi posti
  - 13 terzi posti

#### Coppa del Mondo - vittorie
| Data             | Località               | Paese       | Specialità |
| ---------------- | ---------------------- | ----------- | ---------- |
| 30 gennaio 2016  | Garmisch-Partenkirchen | Germania    | DH         |
| 27 febbraio 2016 | Hinterstoder           | Austria     | SG         |
| 15 dicembre 2018 | Val Gardena            | Italia      | DH         |
| 14 febbraio 2020 | Saalbach-Hinterglemm   | Austria     | SG         |
| 18 dicembre 2020 | Val Gardena            | Italia      | SG         |
| 19 dicembre 2020 | Val Gardena            | Italia      | DH         |
| 3 dicembre 2021  | Beaver Creek           | Stati Uniti | SG         |
| 4 dicembre 2021  | Beaver Creek           | Stati Uniti | DH         |
| 17 dicembre 2021 | Val Gardena            | Italia      | SG         |
| 29 dicembre 2021 | Bormio                 | Italia      | SG         |
| 14 gennaio 2022  | Wengen                 | Svizzera    | DH         |
| 21 gennaio 2022  | Kitzbühel              | Austria     | DH         |
| 6 marzo 2022     | Lillehammer Kvitfjell  | Norvegia    | SG         |
| 26 novembre 2022 | Lake Louise            | Canada      | DH         |
| 3 dicembre 2022  | Beaver Creek           | Stati Uniti | DH         |
| 4 dicembre 2022  | Beaver Creek           | Stati Uniti | SG         |
| 17 dicembre 2022 | Val Gardena            | Italia      | DH         |
| 13 gennaio 2023  | Wengen                 | Svizzera    | SG         |
| 14 gennaio 2023  | Wengen                 | Svizzera    | DH         |
| 21 gennaio 2023  | Kitzbühel              | Austria     | DH         |
| 4 marzo 2023     | Aspen                  | Stati Uniti | DH         |

Legenda:

DH = discesa libera

SG = supergigante

### Coppa Europa
- Vincitore della Coppa Europa nel 2013
- Vincitore della classifica di supergigante nel 2013
- 8 podi:
  - 5 vittorie
  - 2 secondi posti
  - 1 terzo posto

#### Coppa Europa - vittorie
| Data            | Località    | Paese   | Specialità |
| --------------- | ----------- | ------- | ---------- |
| 24 gennaio 2013 | Val-d'Isère | Francia | SG         |
| 8 febbraio 2013 | La Thuile   | Italia  | SG         |
| 9 febbraio 2013 | La Thuile   | Italia  | SG         |
| 13 marzo 2014   | Soldeu      | Andorra | SG         |
| 14 marzo 2014   | Soldeu      | Andorra | SG         |

Legenda:

SG = supergigante

### Nor-Am Cup
- Miglior piazzamento in classifica generale: 63º nel 2012
- 1 podio:
  - 1 secondo posto

### South American Cup
- Miglior piazzamento in classifica generale: 28º nel 2016
- 1 podio:
  - 1 vittoria

#### South American Cup - vittorie
| Data           | Località    | Paese | Specialità |
| -------------- | ----------- | ----- | ---------- |
| 29 agosto 2015 | El Colorado | Cile  | GS         |

Legenda:

GS = slalom gigante

### Campionati norvegesi
- 15 medaglie[4]:
  - 4 ori (supergigante nel 2014; discesa libera, slalom gigante nel 2016; discesa libera nel 2017)
  - 7 argenti (slalom gigante nel 2012; supergigante nel 2013; slalom gigante nel 2015; supergigante nel 2016; supergigante, combinata nel 2017; discesa libera nel 2022)
  - 4 bronzi (slalom speciale nel 2012; slalom speciale nel 2013; discesa libera nel 2014; supergigante nel 2019)

### Campionati norvegesi juniores
- 4 medaglie[5]:
  - 2 ori (slalom gigante, slalom speciale nel 2012)
  - 2 argenti (slalom gigante nel 2009; discesa libera nel 2011)

## Statistiche

### Podi in Coppa del Mondo
| Stagione/Specialità | Discesa libera | Discesa libera | Discesa libera | Supergigante | Supergigante | Supergigante | Slalom gigante | Slalom gigante | Slalom gigante | Combinata | Combinata | Combinata | Podi totali |
| ------------------- | -------------- | -------------- | -------------- | ------------ | ------------ | ------------ | -------------- | -------------- | -------------- | --------- | --------- | --------- | ----------- |
| Stagione/Specialità | 1º             | 2º             | 3º             | 1º           | 2º           | 3º           | 1º             | 2º             | 3º             | 1º        | 2º        | 3º        | Podi totali |
| 2013                |                |                |                |              |              |              |                |                |                |           |           |           | 0           |
| 2014                |                |                |                |              |              |              |                |                |                |           |           |           | 0           |
| 2015                |                |                |                |              |              |              |                |                |                |           |           |           | 0           |
| 2016                | 1              |                |                | 1            | 1            | 1            |                |                |                |           |           |           | 4           |
| 2017                |                |                |                |              | 1            | 1            |                |                |                |           |           | 1         | 3           |
| 2018                |                |                |                |              |              |              |                |                |                |           |           |           | 0           |
| 2019                | 1              |                | 1              |              |              | 2            |                |                |                |           |           |           | 4           |
| 2020                |                | 2              |                | 1            | 2            |              |                |                |                |           | 1         | 1         | 7           |
| 2021                | 1              |                |                | 1            |              |              |                |                |                |           |           |           | 2           |
| 2022                | 3              | 1              |                | 4            | 1            |              |                |                |                |           |           |           | 9           |
| 2023                | 6              |                | 1              | 2            | 2            | 2            |                |                |                |           |           |           | 13          |
| 2024                |                | 2              | 1              |              |              | 2            |                | 1              |                |           |           |           | 6           |
| Totale              | 12             | 5              | 3              | 9            | 7            | 8            | 0              | 1              | 0              | 0         | 1         | 2         | 48          |
| Totale              | 20             | 20             | 20             | 24           | 24           | 24           | 1              | 1              | 1              | 3         | 3         | 3         | 48          |